# Problemas no resueltos de la biología
Algunos de los problemas no resueltos de la biología incluyen:
- La Vida. ¿Qué es la vida? ¿Cómo empezó? ¿Es un fenómeno a nivel cósmico? ¿Existen las condiciones necesarias para que se forme la vida en otros mundos? ¿Cómo se originó el código genético? ¿Cuál es su funcionamiento?[1]
- Reproducción sexual. ¿Cuáles fueron las fuerzas responsables del origen de la reproducción sexual?
- ADN / DNA / Genoma. ¿Cuáles son todas las funciones del ADN? ¿Además de los genes estructurales, cuál es la parte más simple del sistema? ¿Cuál es la estructura completa y la función de las proteínas proteoma expresadas por una célula u órgano en un tiempo en particular y bajo condiciones específicas? ¿Cuál es la función completa de los genes reguladores? La vida tal y como la conocemos puede ser la precursora de una generación de dispositivos electrónicos y computadoras, pero ¿cuáles serían las propiedades electrónicas de su ADN? ¿El ADN de relleno funciona como basura molecular?
- Envejecimiento. ¿Cuál es el mecanismo molecular exacto por el cual un organismo complejo sufre un proceso de deterioro gradual e irreversible que conduce a una probabilidad creciente de muerte? ¿Es posible remediarlo? ¿Qué significado biológico y evolutivo tiene este fenómeno?
- Bioelectromagnética: ¿Cómo pueden poseer los animales un sistema de navegación a largo alcance y habilidades de migración? ¿Cómo se desarrolla la habilidad de saber volver al lugar de nacimiento? ¿Cómo pueden algunos animales detectar que va a ocurrir un terremoto? ¿Cuáles son los efectos de los campos eléctricos naturales?
- Virus / Sistema inmunitario. ¿Cuáles son los signos del actual o pasada infección del Ébola y qué relación tiene con las defensas humanas? ¿Cuál es el origen de la diversidad de anticuerpos? ¿Qué relación existe entre el sistema inmunitario y el cerebro?
- Órganos. ¿Cómo crecen los órganos hasta alcanzar la forma y el tamaño correctos?[2]
- Biología humana.
  - La mano dominante. ¿Cómo, cuándo y por qué se desarrolla la lateralidad? ¿Qué propósito cumple? ¿Por qué el desarrollo de la lateralidad zurda es menos común?
  - Risa. ¿Qué proceso neurobiológico exacto lleva a los humanos a reír?
  - Bostezo. ¿Cuál es su propósito biológico?
  - Grupos sanguíneos. ¿Cuál es el origen y propósito de los grupos sanguíneos?[3]
  - Dormir. ¿Cuál es la función biológica del sueño? ¿Cuál es el propósito de soñar? ¿Cuáles son los mecanismos cerebrales subyacentes? ¿Cuál es su relación con la anestesia?